# Wyeomyia longirostris
Wyeomyia longirostris är en tvåvingeart som beskrevs av Theobald 1901. Wyeomyia longirostris ingår i släktet Wyeomyia och familjen stickmyggor. Inga underarter finns listade i Catalogue of Life.